# ويليام بلفور كير
ويليام بلفور كير (بالإنجليزية: William Balfour Ker)‏ هو رسام وفنان ورسام توضيحي أمريكي، ولد في 25 يوليو 1877 في دانفيل ‏ في كندا، وتوفي في 20 أكتوبر 1918 في نيويورك في الولايات المتحدة.